# Xiuladora del Baliem
La xiuladora del Baliem (Pachycephala balim) és un ocell de la família dels paquicefàlids (Pachycephalidae).

## Hàbitat i distribució
Habita boscos de la serralada de Sudirnam, a l'oest de Nova Guinea central.

## Taxonomia
Considerat fins fa poc una subespècie de Pachycephala pectoralis o Pachycephala macrorhyncha. Actualment és considerada una espècie de ple dret arran estudis com ara Jønsson et al. 2014